# Saint-Priest-en-Murat
Saint-Priest-en-Murat è un comune francese di 245 abitanti situato nel dipartimento dell'Allier della regione dell'Alvernia-Rodano-Alpi.

## Società

### Evoluzione demografica
Abitanti censiti